# 伊士曼化學公司
伊士曼化學公司（英語：Eastman Chemical Company）是一家主要領域為化學工業的美國公司。它曾是柯達的子公司，在1994年分離獨立。該公司是一家跨國特殊材料公司，生產各種用於日常生活的進階材料、化學品和纖維。該公司成立於1920年，總部位於田納西州金斯波特。
2023年，其銷售收入約為92.1億美元。

## 业务领域
伊士曼化學公司主要生产和销售化学品、纤维和塑料，包括涂料、胶粘剂、特种塑料、醋酸纤维等产品。公司的业务分为四个运营部门：添加剂与功能产品、先进材料、化学中间体和纤维。

### 添加剂与功能产品
生产涂料和轮胎行业的化学品和粘合树脂，广泛应用于交通、建筑、耐用品、健康、消费品等市场。

### 先进材料
提供用于交通、建筑、消费品、健康、电子等领域的特种聚酯、纤维素酯、中间层和售后车窗膜产品。

### 化学中间体
利用醋酐、烯烃和烷胺流程，以及专有的制造技术，生产工业化学品、建筑、健康、能源、燃料、水和农业等市场的多样化产品。

### 纤维
生产和销售Estron醋酸纤维缆和Estrobond三醋酸酯增塑剂，主要用于制造香烟过滤嘴;而Estron天然纱和Chromspun溶液染色醋酸纤维纱，則用于服装、家居用品和工业织物；以及生產醋酸纤维素薄片和醋酸纤维素原料，供其他醋酸纤维生产商使用。

## 历史
公司的起源可以追溯到1920年，由柯达公司创始人乔治·伊士曼在一战后寻找摄影化学品原料的需求下创建。在第二次世界大战期间，公司参与制造强大的炸药RDX。
1983年,伊士曼化學公司在金斯波特工厂建立了美国第一个商业煤气化设施，用于从合成气中生产化学品。
1994年,伊士曼化學公司从柯达公司分拆出来，成为独立公司。公司在2005年开发了IntegRex技术，减少了生产PET树脂的中间工序。
2012年7月，伊士曼完成对Solutia公司的收购。
2014年12月，公司完成对Taminco Corporation的收购。
2017年10月4日，伊士曼金斯波特工厂发生爆炸事故，事故沒有造成人員嚴重傷亡，由于煤气化建筑附近的阀门故障引起。
2019年，伊士曼开始进行大规模的化学回收，使用先进循环再生技术处理各种废塑料，实现了无限循环再生。公司计划在2022年底前建成一座甲醇解聚设施，将塑料废弃物转化为高品质的再生塑料。
2022年1月，伊士曼宣布将在法国投资高达10亿美元的分子回收设施，使用伊士曼的聚酯再生技术，每年回收多达16万吨的塑料废弃物。该工厂预计将于2025年投入运营。